# Reims Ærkebispesæde
Verdenssarv i Reims er et område på 4,16 ha i Reims i departementet Marne i regionen Champagne-Ardenne i det nordlige Frankrig. Verdensarven omfatter de tre vigtigste bygninger under Ærkebispesædet Reims. Det er domkirken Notre-Dame de Reims, Klosterkirken Saint-Remi og Tau-paladset.
Der var her, at kong Klodevig 1. blev døbt i 498. Det var også her, at mange franske konger blev kronede mellem 990 og 1825.
Området blev optaget på UNESCOs Verdensarvsliste i 1991.

## Notre-Dame de Reims
Notre-Dame de Reims (fransk for Vor Frue af Reims) er den romersk-katolske domkirke i Reims. Den er bygget i gotisk stil. Den er en af Frankrigs største katedraler, og den er særlig kendt for sin rigt udsmykkede facade. Katedralen er hovedkirke i Ærkebispedømmet Reims.
Indtil 1825 var domkirken en kroningskirke, hvor de franske konger blev kronet.
Sammen med domkirkerne i Amiens og Chartres er Notre-Dame de Reims betydningsfulde eksempler på gotisk kirkebyggeri i det nordlige Frankrig.
Den ældre domkirke brændte i 1211. Den sidste del af den nuværende kirkes tag lagt i 1299, mens vestfacaden stod færdig i 1300-tallet. På det samme sted lå den kirke, hvor kong Klodevig 1. blev døbt af Sankt Remigius af Reims den 24. december 498.

## Klosterkirken Saint-Remi
Klosterkirken Saint-Remi (fransk: Basilique Saint-Remi de Reims) er en basilika, bygget fra 1005 til 1049 i byen Reims i regionen Champagne-Ardenne, Frankrig. Kirken indeholder relikvier efter Reims' byhelgen og Frankrigs nationalhelgen Sankt Remigius af Reims, biskop af Reims i 459–533. Kirken indeholder også flere andre grave.

## Tau-paladset
Tau-paladset (fransk: Palais du Tau) i Reims i Frankrig, var bolig for ærkebiskoppen af Reims.
En brand 19. september 1914 ødelagde paladset, og bygningen blev først restaureret efter 1945.
Paladset forbindes med det franske monarki, eftersom Frankrigs konger blev kronet i domkirken Notre-Dame de Reims, som er nabobygningen. Paladset var residens og omklædningskammer for kongerne før kroningsceremonierne. Banketterne efter kroningen blev også holdt her; den ældste kendte kroningsbanketten fandt sted i 990, den sidste i 1825.
Et museum med genstande fra katedralen, Musée de l'Œuvre, blev åbnet i 1972.